# Bankhaus J. A. Krebs

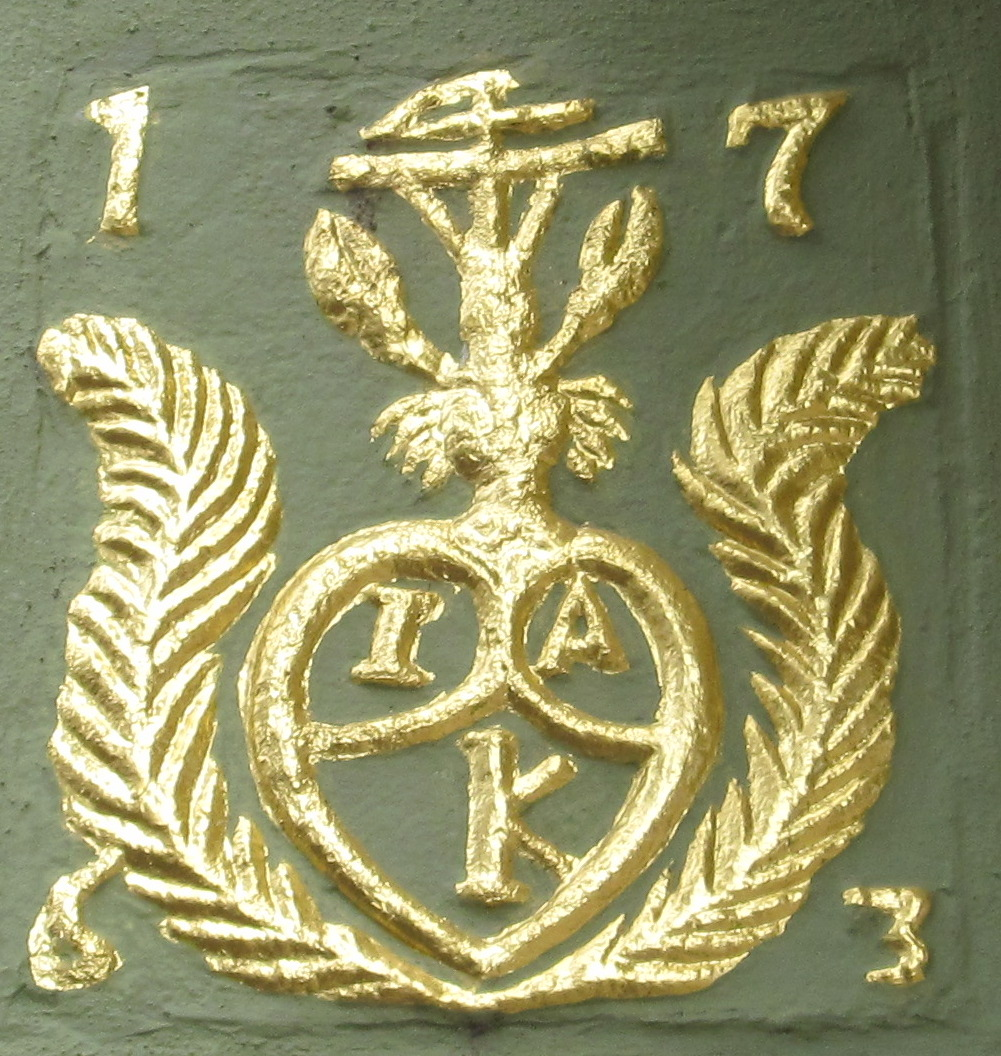
Signet des Bankhauses J. A. Krebs

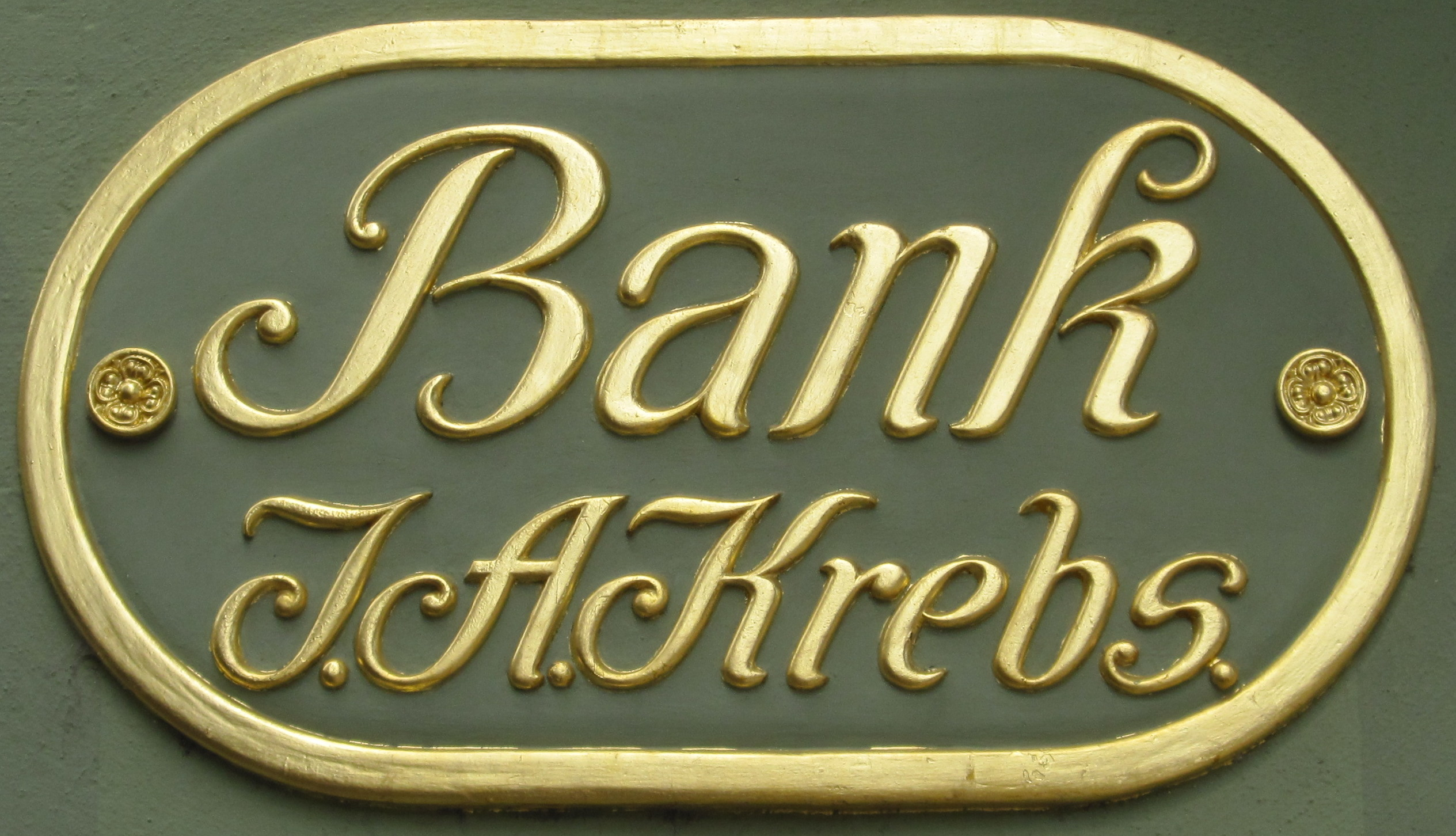
Schriftzug des Bankhauses J. A. Krebs

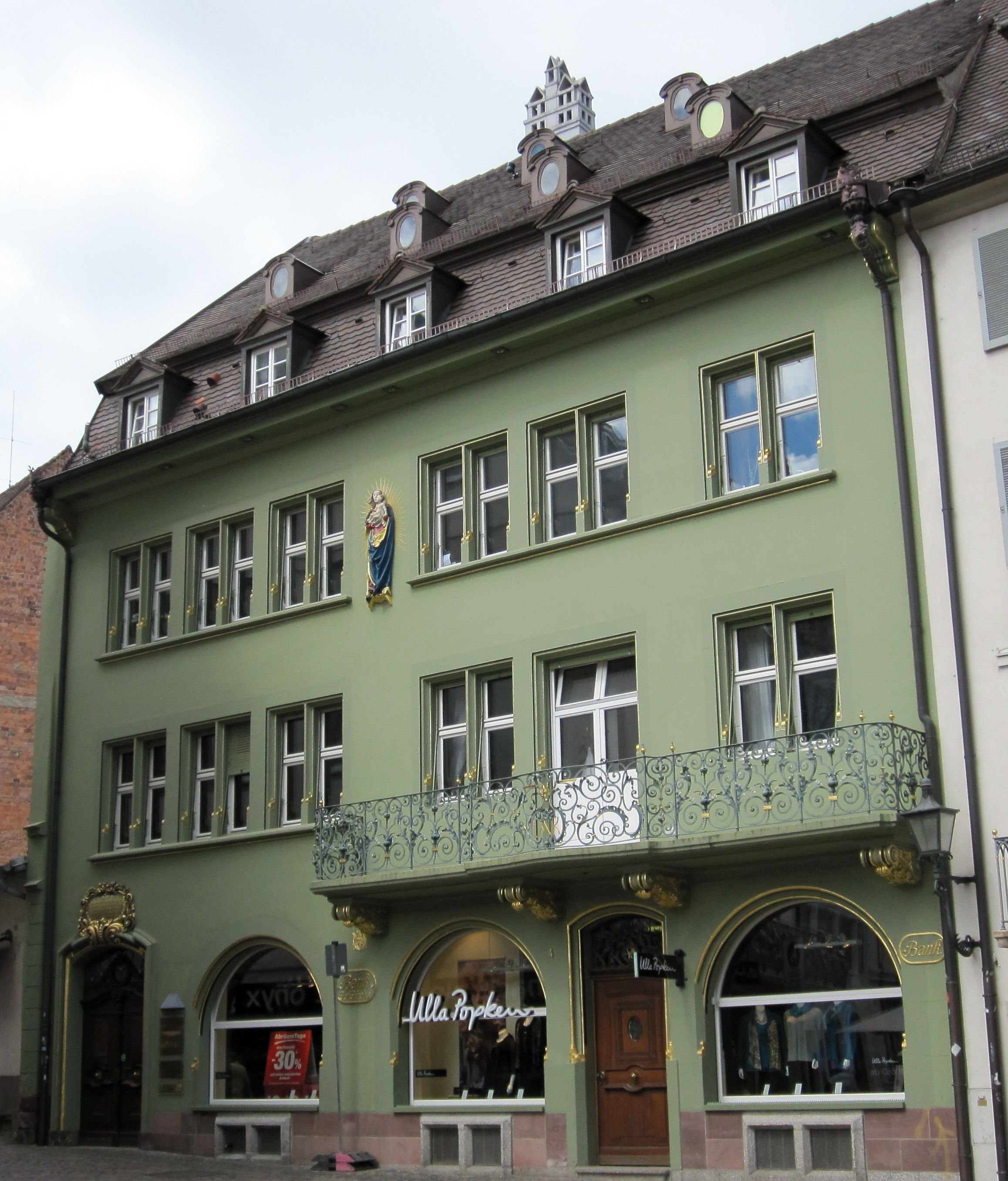
Gebäude des Bankhaus Krebs am Freiburger Münsterplatz

Das Bankhaus J. A. Krebs war eine deutsche Privatbank in Freiburg im Breisgau.

## Geschichte
Die Familie Krebs stammte ursprünglich aus Breisach. 1720 übersiedelte Franz Joseph Krebs (1696–1752) nach Freiburg, wo er 1721 durch Heirat mit Maria Anna Martin Inhaber der Firma des seit 1683 in Freiburg niedergelassenen französischen Kaufmanns Martin wurde. Dieses Handelshaus, das auch Geldgeschäfte betrieb, wurde von seinem Sohn Joseph Alexander Krebs (1728–1797) weitergeführt, dann von dessen Sohn Joseph Alexander Krebs II. (1767–1834). Nachfolger wurden dessen Söhne Joseph Alexander Krebs III. (1802–1861) und Johann Krebs (1813–1895). Es folgte 1868 Adolf Krebs I. (1841–1874), bei dessen Firmenübernahme Handelsunternehmen und Bank getrennt wurden, und nach seinem frühen Tod Eugen Krebs (1848–1912). Die Nachfolge traten seine Söhne Adolf Krebs II. (1876–1960) und Eugen Krebs II. (1877–1943) an. 
Letzte Familieninhaber waren Adolf Krebs III. (1905–?) und Heinz Krebs (1906–2003). 1913 erwarb die Rheinische Creditbank, ab 1929 eine Tochter der Deutschen Bank, eine Beteiligung, diese wurde jedoch 1936 wieder gelöst. 1980 zog sich die Familie Krebs nach sieben Generationen aus der Geschäftsführung zurück, diese wurde von Walter Krämer (* 1935) übernommen.
Das Bankhaus J. A. Krebs wurde am 12. Juli 1995 auf Grund von Ausfällen durch riskante Kreditgeschäfte durch das Bundesaufsichtsamt für das Kreditwesen geschlossen. Daraufhin stellte das Bankhaus im August 1995 einen Vergleichsantrag, um das drohende Konkursverfahren abzuwenden. Das Bankhaus war mit einer Entschädigungssumme von ca. 200 Millionen DM der bis dahin viertgrößte Schadensfall für den Einlagensicherungsfonds des Bundesverband deutscher Banken.

## Gebäude
Der Sitz der Bank befand sich seit 1905 in einem Haus („Haus zum Kempfen“) am Freiburger Münsterplatz 4, das bereits seit 1739 im Besitz der Familie und Sitz des Handelsunternehmens Krebs war. Die Architekten Max Meckel und sein Sohn Carl Anton Meckel bauten das Gebäude 1904/05 um. Am 27. November 1944 brannte das Gebäude während eines Luftangriffs auf Freiburg aus, wurde von 1948 bis 1952 jedoch vollständig wieder aufgebaut.